# زیاد ابوعین
زیاد ابوعین با نام کامل زیاد محمد احمد ابو عین (عربی: زياد أبو عين);(زاده: ۲۲ نوامبر ۱۹۵۹ – درگذشته: ۱۰ دسامبر ۲۰۱۴) سیاستمدار و وزیر فلسطینی و عضو شورای انقلاب جنبش فتح است. وی در سال ۱۹۵۹ به دنیا آمد و خیلی زود به جنبش فتح پیوست و مناصب زیادی در رهبری جنبش داشت. وی همچنین از سال ۲۰۰۳ تا ۲۰۰۶ معاون وزارت امور اسرا و آزاد شدگان بود و سپس به عنوان رئیس هیئت مقاومت در مقابل ایجاد دیوار و شهرک سازی در سال ۲۰۱۴ در مقام وزیر انتخاب شد و تا زمان مرگ در ۱۰ دسامبر ۲۰۱۴ در اثر سرکوب نیروهای اسرائیلی هنگام کاشتن درخت زیتون در روستای ترمسعیا در رام‌الله در این منصب بود.

## دستگیری
بار اول در سال ۱۹۷۷ دستگیر شد. سپس در سال ۱۹۷۹ مجدد دستگیر شد و دادگاه حکم به اعدام وی داد ولی این حکم به حبس ابد کاهش یافت. وی یکبار دیگر در سال ۱۹۸۵ دستگیر گردید و بار آخر درجریان قیام دوم سال ۲۰۰۲ دستگیر شد که در مجموع ۱۳ سال در زندان به‌سر برد.

## مناصب
ابوعین مناصب زیادی در رهبری جنبش فتح و نیز تعدادی مناصب سیاسی را عهده‌دار بود:
- عضو اتحادیه صنعتکاران فلسطینی در سال ۱۹۹۱
- مدیر کل هیئت بازرسی عام در کرانه غربی در سال ۱۹۹۴
- رئیس انجمن رزمندگان جلودار انقلاب سال ۱۹۹۶
- معاون وزارت اسرا و آزاد شدگان از ۲۰۰۳ تا ۲۰۰۶

## مرگ
ابوعین در ۱۰ دسامبر ۲۰۱۴ بعد از ضرب وشتم توسط سربازان اسرائیلی درجریان یک راهپیمایی برای کاشتن درخت زیتون در روستای ترمسعیا در شهر رام‌الله کشته شد. در اثر این ضرب و شتم وی به بیمارستان منتقل شد ولی به دلیل تأثیر گازهای اشک آور دچار خفگی شد و درگذشت، در حالی که فعالین سیاسی می‌گویند بر اثر ضرباتی که به سینه وی وارد شده بود درگذشت.

## واکنش‌ها
- محمود عباس سه روز عزای عمومی اعلام نمود و هماهنگی‌های امنیتی با اسرائیل متوقف شد.[۱۱][۱۲]
- جنبش مقاومت اسلامی حماس به ابوعین لقب شهید مردم فلسطین داد".[۱۳]
- د. سامی ابو زهیری سخنگوی حماس در یک بیانیه خاص گفت: (حماس ضمن اینکه فوت زیاد ابوعین از رهبران جنبش فتح را اعلام می‌نماید) از مقامات می‌خواهد تا هماهنگی و مذاکرات امنیتی با اسرائیل متوقف شده و از وحدت ملی حفاظت شود. وی تأکید کرد که این جنایت بار دیگر نشان می‌دهد که با اشغالگری همزیستی وجود ندارد و تمام تلاش‌ها باید برای مقابله با اشغالگری و حفظ وحدت ملی صورت گیرد.[۱۴]
- پروفسور عبدالستار قاسم بر اهمیت و ضرورت توقف هماهنگی امنیتی و همهٔ شکلهای روابط با اشغالگری تأکید کرد و اضافه نمود که، «من فکر نمی‌کنم که مقامات هماهنگی‌های امنیتی را متوقف کنند؛ چرا که کشته شدن ۲۲۰۰، از کودکان، زنان و افراد سالخورده در طول جنگ کینه توزانه باعث نشد که آنها به تحرک در آیند لذا چگونه ممکن است الآن کاری کنند؟»[۱۵]

## همچنین ببینید
- فتحی رازم
- آمی آیالون
- عملیات قادر
- اگر فلسطینی بودم با کسانی که سرزمینم را اشغال کردند می‌جنگیدم